# Posio
Posio est une municipalité du nord-est de la Finlande, en Laponie.

## Géographie
La municipalité est marquée par l'importance des lacs, 14 % de la superficie totale, de loin la plus importante proportion en Laponie (ce qui rapproche plus Posio du Koillismaa). Les lacs principaux sont l'Yli-Kitka, l'Ala-Suolijärvi et l'Yli-Suolijärvi.
Le relief est plus accidenté que dans les communes côtières mais seul le Riisitunturi, vestige des monts Carélides, constitue un massif d'importance notable. Il est entouré par le parc national du même nom. La commune comprend également une partie du parc national de Syöte.
La commune est très forestière, avec quelques champs permettant l'agriculture. L'élevage des rennes est également pratiqué mais très limité.
La population se répartit sur 22 villages et hameaux, le village centre (Ahola) concentrant 40 % de la population totale.
La commune est bordée par les municipalités suivantes :
- À l'est et au sud, l'Ostrobotnie du Nord avec respectivement Kuusamo et Taivalkoski, puis Pudasjärvi au sud-ouest.
- Du côté Laponie, Ranua et Rovaniemi à l'ouest, Kemijärvi au nord et Salla au nord-est.

## Économie
En 1971, la société de céramiques Pentik est fondée dans cette municipalité reculée, et est devenue depuis un véritable succès commercial (73 boutiques en Finlande, 7 en Norvège, 3 en Suède et 1 au Danemark). Attachée à ses racines, la société reste le principal employeur privé de la ville, et la possibilité de visiter l'usine attire les touristes finlandais.

## Transport
Le centre de Posio est à 220 kilomètres d'Oulu, 132 kilomètres de Rovaniemi et 59 kilomètres de Kuusamo, où se trouve l'aéroport le plus proche, l'aéroport de Kuusamo.
La route principale 81 et la route nationale 5 (E63) traversent Posio.
Posio est aussi desservi par la les routes régionales 941, 947 et 863.

## Démographie
Depuis 1980, la démographie de Posio a évolué comme suit, :
| Année      | 1980  | 1985  | 1990  | 1995  | 2000  | 2005  |
| ---------- | ----- | ----- | ----- | ----- | ----- | ----- |
| population | 5 950 | 5 906 | 5 478 | 5 260 | 4 602 | 4 247 |

| Année      | 2010  | 2015  | 2020  |
| ---------- | ----- | ----- | ----- |
| population | 3 874 | 3 477 | 3 174 |

## Politique et administration

### Conseil municipal
Les sièges des 17 conseillers municipaux sont répartis comme suit:
| Parti     | Parti                              | Sièges 2021–2025 |
| --------- | ---------------------------------- | ---------------- |
|           | Parti social-démocrate de Finlande | 1                |
|           | Vrais Finlandais                   | 2                |
|           | Parti du centre                    | 12               |
|           | Ligue verte                        | 0                |
|           | Ryhmä 2008 -yhteislista            | 2                |
| Sources : |                                    |                  |